# Lemme d'Ehrling
 (mars 2023).
En mathématiques, le lemme d'Ehrling, également connu sous le nom de lemme de Lions, est un résultat concernant les espaces de Banach. Il est souvent utilisé en analyse fonctionnelle pour démontrer l'équivalence de certaines normes sur des espaces de Sobolev. Il a été nommé d'après Gunnar Ehrling,.

## Énoncé du lemme
Soit ( X , || · || X ), ( Y , || · || Y ) et ( Z , || · || Z ) trois espaces de Banach. Suppose que:
- X est plongé de manière compacte dans Y : i.e. X ⊆ Y et chaque suite ||·||X - bornée dans X a une sous-suite || · || Y - convergente ; et
- Y est plongé de manière continue dans Z : i.e. Y ⊆ Z et il existe une constante k telle que ||y||Z ≤ k ||y||Y pour chaque y ∈ Y.

Alors, pour tout ε > 0, il existe une constante C(ε) telle que, pour tout x ∈ X,
{\displaystyle \|x\|_{Y}\leq \varepsilon \|x\|_{X}+C(\varepsilon )\|x\|_{Z}}

## Corollaire (normes équivalentes pour les espaces de Sobolev)
Soit Ω ⊂ R n est ouvert et borné, et soit k ∈ N. Supposons que l'espace de Sobolev Hk(Ω) est plongé de manière compacte dans Hk−1(Ω). Alors les deux normes suivantes sur Hk(Ω) sont équivalentes :
{\displaystyle \|\cdot \|:H^{k}(\Omega )\to \mathbf {R} :u\mapsto \|u\|:={\sqrt {\sum _{|\alpha |\leq k}\|\mathrm {D} ^{\alpha }u\|_{L^{2}(\Omega )}^{2}}}}
et
{\displaystyle \|\cdot \|':H^{k}(\Omega )\to \mathbf {R} :u\mapsto \|u\|':={\sqrt {\|u\|_{L^{2}(\Omega )}^{2}+\sum _{|\alpha |=k}\|\mathrm {D} ^{\alpha }u\|_{L^{2}(\Omega )}^{2}}}.}
Pour le sous-espace de Hk(Ω) constitué des fonctions de Sobolev à trace nulle (celles qui sont zéro sur la frontière de Ω°, la norme L2 de u peut être omise pour donner une autre norme équivalente.